# Dustin O'Halloran
Dustin O'Halloran est un compositeur et pianiste américain, né le 8 septembre 1971.
Membre du groupe dream pop Devics, dont il est l'un des fondateurs, et du duo A Winged Victory for the Sullen (en), qu'il a formé en 2011 avec Adam Wiltzie, il mène également une carrière solo, alternant albums personnels et compositions de bandes originales de films comme celle de Marie-Antoinette de Sofia Coppola.
Dustin O'Halloran est influencé par Arvo Pärt, Philip Glass, Hans Otte, John Luther Adams, Olivier Messiaen, Ennio Morricone, Gavin Bryars.

## Discographie

### En solo

#### Albums
- 2004 - Piano Solos
- 2006 - Piano Solos Vol.2
- 2010 - Vorleben (album en concert)
- 2011 - Lumière
- 2017 - 3 Movements (EP)

#### Bandes originales de films et de séries télé
- 2006 - Marie-Antoinette (3 morceaux)
- 2008 - Remember The Daze
- 2009 - An American Affair
- 2011 - Like Crazy
- 2012 - The Other Dream Team
- 2012 - Now is Good
- 2012 - The Beauty Inside
- 2013 - Défendu (Breathe In)
- 2013 - Eclipse (court métrage)
- 2014 - Posthumous
- 2014 - Transparent (série télévisée)
- 2015 - Deliá (court métrage)
- 2015 - Umrika
- 2015 - American Masters (série télévisée, musique d'un seul épisode)
- 2015 - This Is Me (mini-série télévisée)
- 2015 - Equals
- 2016 - Lion avec Volker Bertelmann
- 2017 : The Current War : Les Pionniers de l'électricité (The Current War) de Alfonso Gomez-Rejon
- 2018 : The Hate U Give : La Haine qu'on donne (The Hate U Give)
- 2019 : Inside Bill's Brain: Decoding Bill Gates (Dans le cerveau de Bill Gates, musique de fin de la troisième partie)
- 2020 : The Old Guard de Gina Prince-Bythewood
- 2025 : Eleanor the Great de Scarlett Johansson

### Avec Devics
- 1996 - Buxom
- 1998 - If You Forget Me...
- 2000 - The Ghost in The Girl (EP 6 titres)
- 2001 - My Beautiful Sinking Ship
- 2003 - Red Morning (Single)
- 2003 - The Stars at Saint Andrea
- 2003 - Ribbons (EP 5 titres)
- 2005 - Distant Radio (EP 5 titres)
- 2006 - Push The Heart

### Avec A Winged Victory for the Sullen
- 2011 - A Winged Victory for the Sullen
- 2014 - Atomos
- 2019 - The Undivided Five

## Distinction
Lors des Primetime Emmy Awards en 2015, Dustin O'Halloran remporte le trophée de meilleure musique de générique (Outstanding Original Main Title Theme Music) pour la série télévisée Transparent.